# オーバー・ザ・たこやきレインボー
「オーバー・ザ・たこやきレインボー」は、日本の女性アイドルグループたこやきレインボーの1枚目のシングル。2013年9月17日にSTARDUST RECORDSから発売された。

## 概要
CDのみの1形態で発売。

## 収録内容
CD
1. オーバー・ザ・たこやきレインボー
作詞・作曲・編曲：浅利進吾
2. 六甲たこおろし
作詞：佐藤惣之助、作曲：古関裕而、編曲：浅利進吾
3. あきんどチャチャチャ
作詞・作曲・編曲：浅利進吾

## リリース日一覧
| 地域 | リリース日    | レーベル         | 規格                 | カタログ番号                  |
| ---- | ------------- | ---------------- | -------------------- | ----------------------------- |
| 日本 | 2013年9月17日 | STARDUST RECORDS | マキシシングル（CD） | SDMC-0113（関西地区限定発売） |